# Pont de Capestang
 (juin 2021).
 (juillet 2021).
Le pont de Capestang sur le Canal du Midi au PK 189 à Capestang est un ouvrage très important pour ceux qui souhaitent circuler sur le canal. Il définit la taille maximum des bateaux pouvant emprunter le canal car il est le plus bas du canal. Un bateau, avec un tirant d'air inférieur à 3,3 m au centre et de moins de 5 m de largeur avec une hauteur ne dépassant pas 2,4 m aux extrémités, peut passer sous le pont. Un constructeur de bateaux britanniques qui construit des bateaux pour plusieurs des sociétés de location de bateaux en France construit ses bateaux pour répondre à ces exigences.
Même s'il a été reconstruit récemment, étant historique, il a été jugé nécessaire de conserver ses petites dimensions.